# Graf van de onbekende soldaat (Parijs)

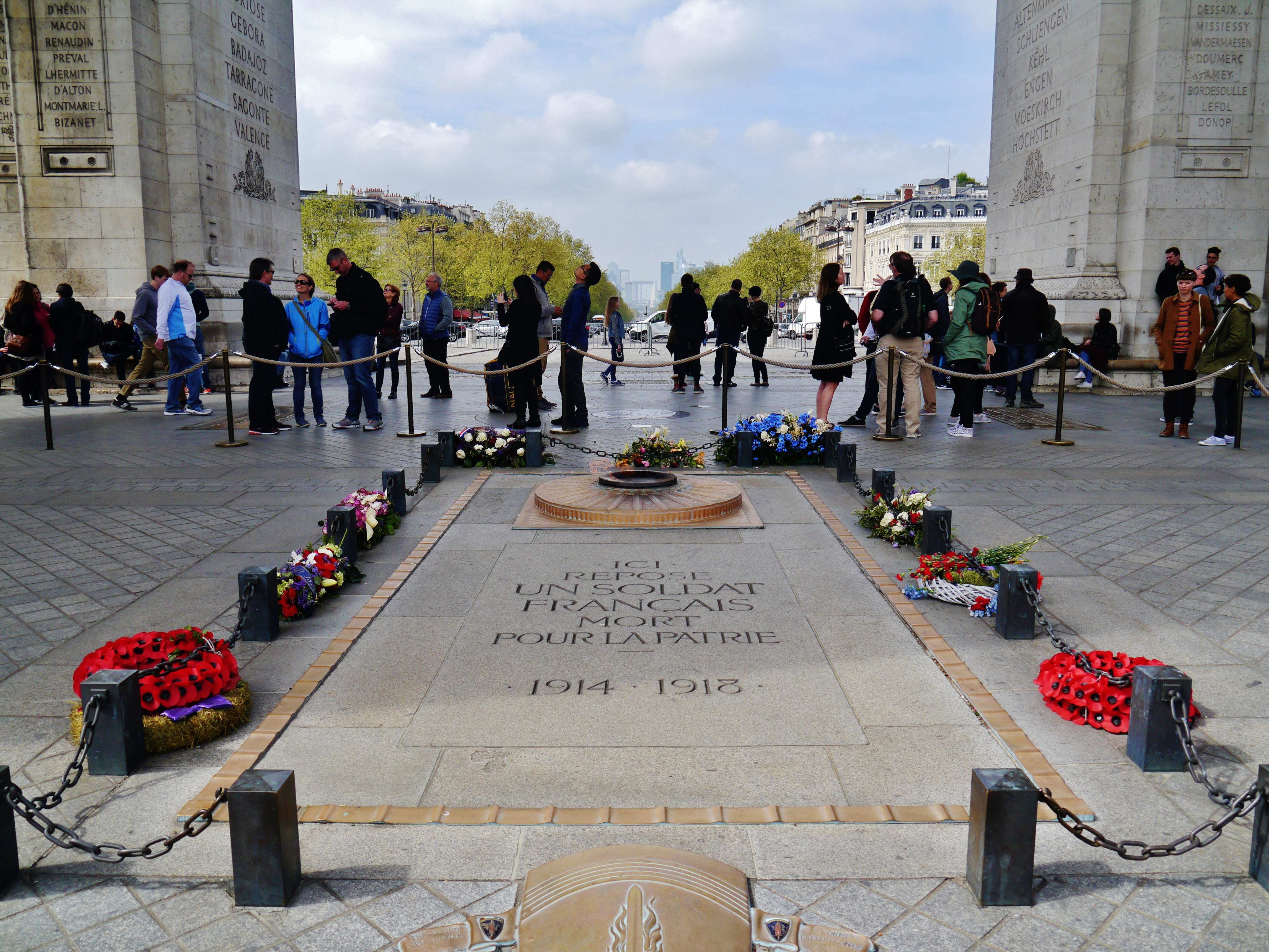
Graf van de onbekende soldaat in Parijs

Het Graf van de onbekende soldaat is een monument in Parijs waar het stoffelijk overschot begraven werd van een onbekende soldaat.
Aan het eind van de Eerste Wereldoorlog werd op Wapenstilstandsdag (11 november 1918) de Duitse capitulatie getekend. Sindsdien wordt deze dag elk jaar herdacht. 
Al in 1916 werd het idee van een graf voor de onbekende soldaat in het Panthéon geopperd. Op 8 november 1920 werd een wet aangenomen voor de begrafenis van een onbekende soldaat. Hierin werd gekozen voor de Arc de Triomphe als locatie. De volgende dag werden acht kisten met resten van onbekende soldaten verzameld in de citadel van Verdun. Zij waren afkomstig van de voornaamste slagvelden langsheen het front in Frankrijk. In aanwezigheid van de Franse minister van Pensioenen André Maginot koos een veteraan van het 132e Infanterieregiment een van de acht kisten uit. Deze kist vertrok naar Parijs terwijl de andere een ereplaats kregen op het Cimetière Français du Faubourg Pavé in Verdun.
Op 10 november 1920 werd de kist bijgezet in de kapel op de eerste verdieping van de Arc. Op 28 januari 1921 werd de soldaat uiteindelijk op de huidige plaats begraven. De inscriptie op de zerk vermeldt: 
ICI REPOSE UN SOLDAT FRANÇAIS MORT POUR LA PATRIE 1914–1918
(Hier ligt een Frans soldaat die stierf voor het vaderland 1914–1918).